# SMS Blücher (1877)
O SMS Blücher foi uma corveta operada pela Marinha Imperial Alemã e a segunda embarcação da Classe Bismarck, depois do SMS Bismarck e seguido pelo SMS Stosch, SMS Moltke, SMS Gneisenau e SMS Stein. Sua construção começou em março de 1876 na Norddeutsche Schiffbau e foi lançado ao mar em setembro do ano seguinte, sendo comissionado em dezembro de 1879. Era armado com vários tubos de torpedo de 350 milímetros mais alguns canhões, tinha um deslocamento de quase três mil toneladas e alcançava uma velocidade máxima de doze nós.
O Blücher foi convertido em um navio-escola de torpedos pouco depois de entrar em serviço com o objetivo de testar os novos torpedos com propulsão própria. Ele desempenhou essa função durante toda a sua carreira ativa, com a maioria dos oficiais e tripulantes alemães treinando a bordo entre a década de 1880 e o início da década de 1900. O Blücher sofreu uma explosão em uma caldeira em 1907 que o deixou seriamente danificado. Foi considerado um navio muito velho para ser consertado e foi vendido em 1909 para uma empresa neerlandesa. Seu destino final é desconhecido.